# 罗马内什托兰
罗马内什托兰（法語：Romanèche-Thorins，法語發音：[ʁɔmanɛʃ tɔʁɛ̃]）是法国索恩-卢瓦尔省的一个市镇，属于马孔区。

## 地理
罗马内什托兰（46°11'23"N, 4°44'10"E）面积9.76 平方千米，位于法国勃艮第-弗朗什-孔泰大區索恩-卢瓦尔省，该省份为法国中部省份，北起顺时针与科多尔省、汝拉省、安省、罗讷省、卢瓦尔省、阿列省和涅夫勒省接壤。
与罗马内什托兰接壤的市镇（或旧市镇、城区）包括：拉沙佩勒德甘谢、德拉塞、弗勒里、朗谢、圣桑福里安当塞勒。

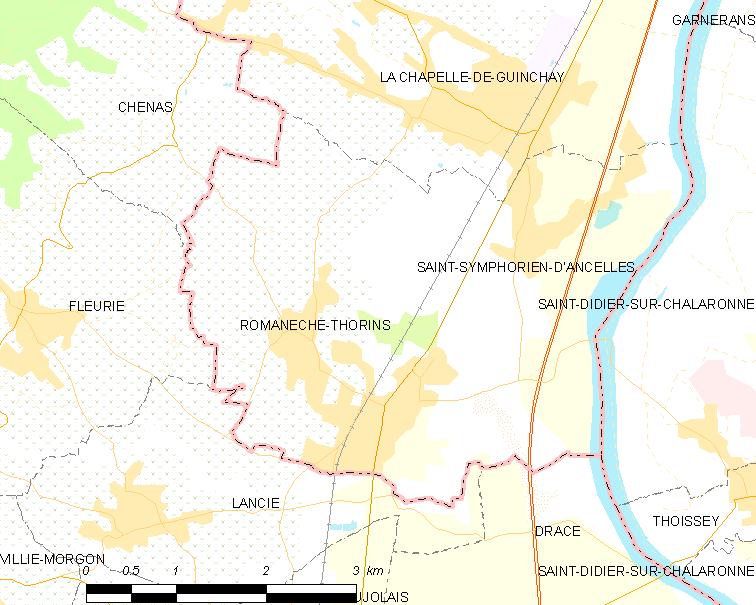
罗马内什托兰的OSM定位图

罗马内什托兰的时区为UTC+01:00、UTC+02:00（夏令时）。

## 行政
罗马内什托兰的邮政编码为71570，INSEE市镇编码为71372。

## 政治
罗马内什托兰所属的省级选区为拉沙佩勒德甘谢县。

## 人口

1962-2008年间罗马内什托兰人口变化图示

罗马内什托兰于2022年1月1日时的人口数量为2002人。